# 'Ala' al-Din II di Delhi
ʿAlāʾ al-Dīn II Khaljī, nato col nome di ʿAlī Gurshap e autosoprannominatosi Sikander Sānī, "Alessandro secondo" (Delhi, 1266 – Delhi, 3 gennaio 1316), fu il 14º sultano di Delhi, noto per le sue riforme economiche e per aver definitivamente respinto i diversi tentativi d'invasione dell'India da parte dei Mongoli grazie all'efficienza feroce del suo esercito.

## Inizi
ʿAlāʾ al-Dīn nacque nel 1266 circa con il nome di ʿAlī Gurshap da Shihāb al-Dīn Masʿūd, fratello maggiore del sultano Jalāl al-Dīn, e fu cresciuto dallo zio a causa della morte prematura del padre
Durante il regno di Jalāl al-Dīn fu muqṭīʿ ("governatore") di Kara, vicino ad Allahabad, e come tale si pose alla testa di un esercito, compiendo alcune incursioni nei territori a sud dei monti Vindhya: nel 1292 razziò Malwa e due anni dopo invase il regno yadava di Devagiri con qualche migliaio di cavalieri, saccheggiandolo e costringendolo al pagamento di un tributo annuo. Dopo l'uccisione dello zio - della quale ʿAlāʾ al-Dīn fu responsabile, malgrado ne fosse il nipote prediletto e il genero - usò le ingenti ricchezze razziate a Devagiri per spianarsi la strada verso il trono e nel 1296 fu proclamato sultano di Delhi.

## La politica economica
ʿAlāʾ al-Dīn fu un grande e abile riformatore del Sultanato di Delhi, agendo con intelligenza sull'amministrazione dello Stato, riformandolo in senso centralista per rendere più sicura l'autorità del sultano ed evitare che venisse messa a rischio dalle tendenze predatorie dei nobili. Varò quindi efficaci riforme, miranti ad assicurare ai suoi domini adeguate risorse finanziarie.
ʿAlāʾ al-Dīn esautorò infatti i membri dell'aristocrazia terriera confiscando gli jagir (tenute fondiarie esentasse) precedentemente loro assegnati, ottenendo contemporaneamente una risorsa finanziaria per stipendiare direttamente il suo numeroso esercito. Inoltre aumentò la pressione fiscale con l'istituzione di nuove tasse (sulla casa e sul bestiame da latte) e l'aumento dell'imposta fondiaria fino all'equivalente di metà del raccolto; l'esazione fiscale fu più severa e fatta rispettare grazie a una rete di spie e informatori, così come venne messo sotto controllo il reddito dei mercanti; dispose che oro e argento non venissero più accantonati dai privati e fu proibita l'incetta di frumento; venne calmierato il prezzo dei generi di prima necessità (cereali, altre cibarie, stoffe); fu introdotta una licenza per l'esercizio del commercio; la vendita del frumento fu permessa solo a prezzo fisso e nei mercati autorizzati a questo tipo di vendita. Il beneficio di queste riforme fu di consentire alla popolazione civile e ai militari di condurre una vita decente, mentre gli inevitabili limiti furono rappresentati e dalla prevedibile ostilità di contadini e mercanti che si consideravano colpiti dalle riforme economiche di ʿAlāʾ al-Dīn. e dalla scarsa efficacia dei controlli nelle zone via via più lontane da Delhi. Il Sultanato era stato infatti strutturato in una fascia prossima alla capitale Delhi - che comprendeva anche il Doāb, il Rohilkand (media valle gangetica), parte del Rajasthan, Malwa e Punjab - dove le riforme dispiegavano tutti i loro benefici effetti, in una fascia intermedia (Awadh, Bihar, Gujarat e Multān), in cui l'applicazione delle riforme era affidata alle cure di fidati governatori (muqṭīʿ o Walī), e in una fascia esterna, adiacente ai regni meridionali induisti, in cui l'aristocrazia terriera mantenne buona parte dei suoi privilegi e delle sue lucrose concessioni feudali, o iqtāʿ.

## La minaccia mongola

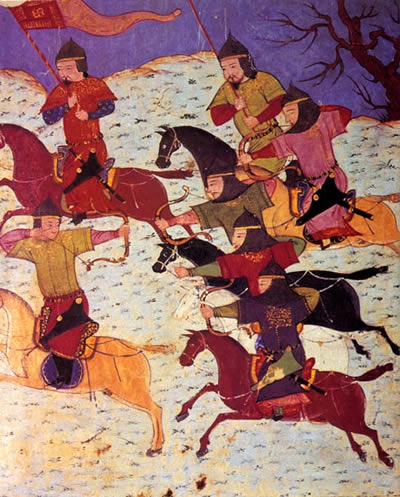
Cavalleria mongola agli inizi del XIV secolo.

Le riforme varate da ʿAlāʾ al-Dīn permisero il mantenimento di un grande esercito permanente che potesse fronteggiare efficacemente la minaccia mongola. Per circa un secolo infatti (dal 1221 al 1329) i Mongoli tentarono più volte di attraversare i passi afghani per irrompere nella pianura indo-gangetica e portare la devastazione in tutto il nord dell'India.
Durante il regno di ʿAlāʾ al-Dīn ci furono cinque tentativi di invasione: nel 1296 (giusto pochi mesi dopo la sua ascesa al trono), nel 1297, nel 1299, nel 1303-1304, nel 1307-1308. Di queste, la terza e la quarta invasione furono le più gravi perché arrivarono a minacciare direttamente Delhi. In tutte queste occasioni però gli invasori furono sconfitti, subendo perdite anche molto gravi: poco dopo la terza invasione, quella del 1299, ʿAlāʾ al-Dīn si liberò dei cosiddetti "nuovi musulmani", una grossa comunità di Mongoli che avevano fatto parte di un precedente corpo d'invasione arrivato nel 1292 durante il regno di Jalāl al-Dīn: questi sconfitti e catturati si erano convertiti all'Islam ed erano stati insediati nella regione attorno a Delhi; il loro comportamento però era stato ambiguo, se non addirittura infido, e ʿAlāʾ al-Dīn, non fidandosi più di costoro e ritenendo la loro presenza un pericolo, semplicemente li fece sterminare dal suo esercito (fra i 20 000 e i 30 000 morti in un giorno solo).
Durante le ultime due invasioni ʿAlāʾ al-Dīn adottò un'usanza degli stessi Mongoli: fece elevare piramidi di teste tagliate ai nemici; nell'ultima, quella del 1308, lo stesso capo spedizione, Iqbalmand, fu ucciso durante il combattimento e i suoi generali catturati e giustiziati.
Le pesanti perdite subite e la grande durezza con cui ʿAlāʾ al-Dīn trattò i prigionieri (di solito trucidati) fecero desistere per sempre i Mongoli dal tentare altre invasioni (solo nel 1328-1329 ci fu una breve incursione, approfittando del fatto che il Sultano era occupato in una campagna militare nel sud).

## Le guerre nel sud

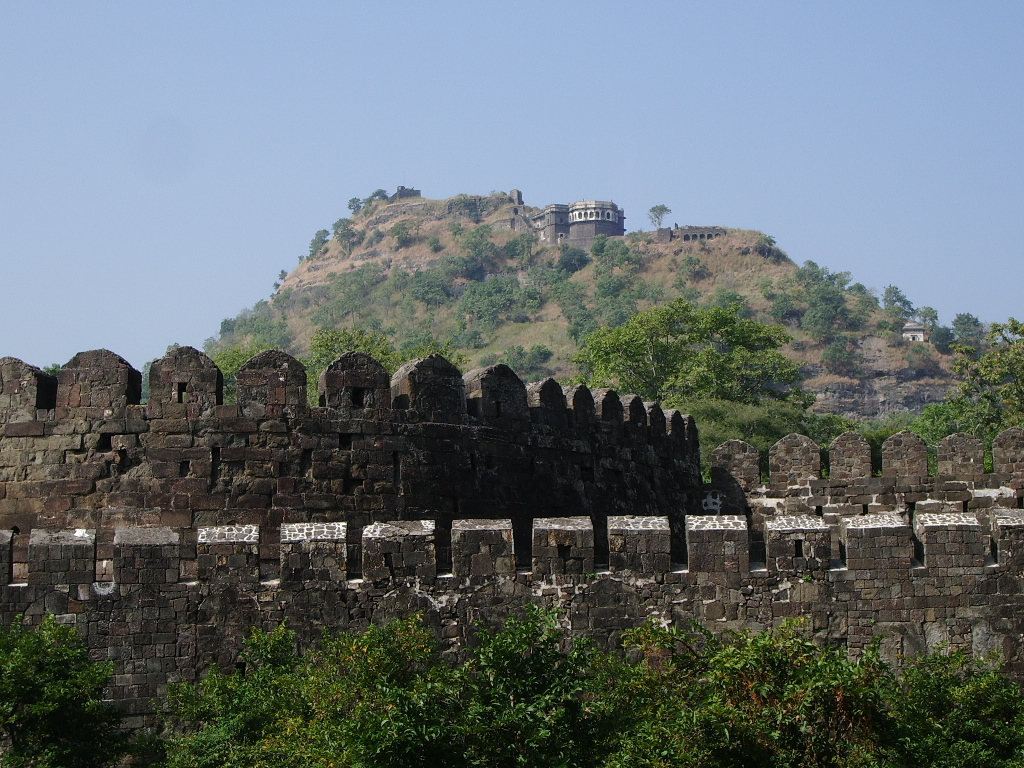
Il forte di Devagiri.

Con la sconfitta di Iqbalmand cessò il pericolo proveniente da nord; a quel punto le forze del sultanato poterono essere rivolte in direzione opposta per depredare i ricchi Stati del sud. La politica espansionista di 'Ala al-Din seguì due linee guida: inviare dei comandanti fidati alla testa delle spedizioni e imporre dei tributi anziché tentare direttamente l'annessione. Il sultano si rese conto infatti che guidare le spedizioni in prima persona avrebbe significato abbandonare le ricche regioni di Delhi e del Doāb che assicuravano la sopravvivenza dello Stato e il potere dello stesso Sultano; inoltre voler imporre il dominio diretto sugli Stati a sud della barriera geografica costituita dai monti Vindhya e dal fiume Narmada avrebbe significato guerre lunghe e dispendiose, perciò preferì imporre ai territori invasi un grosso riscatto per ottenere la fine dell'occupazione e un tributo annuale.
Già nel 1294 ʿAlāʾ al-Dīn aveva saccheggiato Devagiri, mentre nel 1297 aveva conquistato e annesso il Gujarat. Nel 1307 attaccò nuovamente Devagiri, il cui sovrano Shankaradeva si era rifiutato di pagare il tributo imposto in precedenza, e il regno fu conquistato definitivamente divenendo la base operativa per le successive spedizioni nel Deccan; da qui partì per sconfiggere i Rajput, nel 1309 occupò il regno Kakatiya e infine nel 1310 l'esercito di 'Ala al-Din razziò il regno Pandya nell'estremo sud del subcontinente indiano. Quando ʿAlāʾ al-Dīn morì, gran parte del Deccan fu posto sotto tributo da parte di Delhi ma significativamente soltanto Devagiri fu annessa direttamente al Sultanato, mentre solo l'Orissa e il regno Pandya rimasero completamente indipendenti.

## Rapporti familiari
ʿAlāʾ al-Dīn sposò due donne in epoca imprecisata ma comunque molti anni prima del 1290: una era figlia di Jalāl al-Dīn, l'altra era Mahru, sorella di uno dei suoi migliori amici, Malik Sanjār, in seguito noto come Alp Khān. La relazione con le due donne fu molto diversa: Mahru era la favorita tanto che fu creata regina (Malik-i Jahān, "regina del mondo"), mentre la figlia di Jalāl al-Dīn, rósa dalla gelosia, mantenne sempre un comportamento arrogante verso ʿAlāʾ al-Dīn e aggressivo verso Mahru.
La situazione cambiò nel 1297 quando, dopo la spedizione in Gujarāt, vennero portati ad ʿAlāʾ al-Dīn due prigionieri speciali: una era Kamala Devi, regina del Gujarat, l'altro era Kāfūr, uno schiavo eunuco. Kamala Devi divenne la nuova moglie favorita, mentre Kāfūr divenne l'amante di ʿAlāʾ al-Din, tanto da ricevere da lui incarichi importanti, fino a diventarne il vice.